# Челутай (24 км)
Челутай (рос. Челутай) — селище Заіграєвського району, Бурятії Росії. Входить до складу Сільського поселення Тамахтайське.
Населення — 1053 особи (2015 рік).